# Monestir de Krka

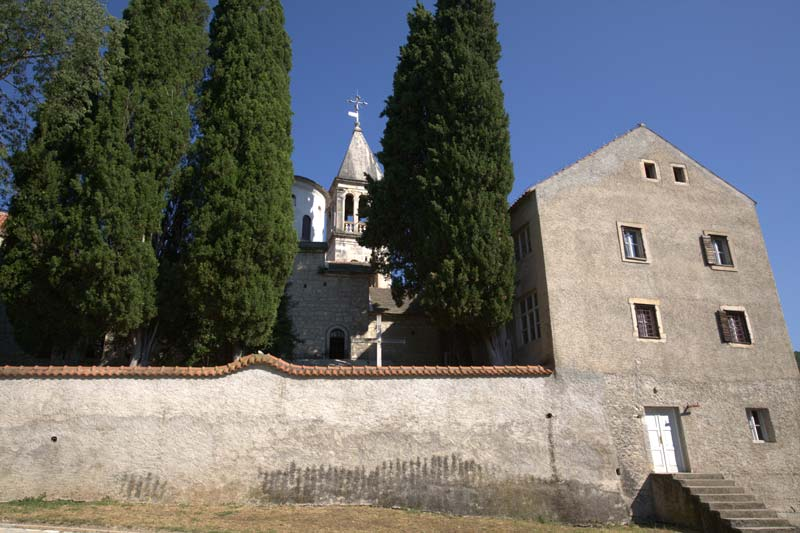
El Monestir de Krka

El monestir de Krka (en serbi: Манастир Крка o Manastir Krka) és un monestir ortodox dedicat a Sant Miquel Arcàngel, situat dins dels límits del Parc Nacional de Krka un monument natural de l'càrstic, a prop del riu Krka, a 3 km a l'est de Kistanje, a la Dalmàcia central (Croàcia). És el monestir més conegut de l'Església Ortodoxa Sèrbia a Croàcia, i està protegit oficialment com a part del parc nacional. Té unes de les més boniques vistes panoràmiques de Croàcia.
El Monestir és el més conegut de tot el país, pertany a l'Església Ortodoxa croata. Aquest lloc sant està unit al rei Krešimir (Casimir) molt relacionat amb les poblacions properes a aquest lloc.
Es va fundar l'any 1345 i va tenir per patrocinadora la princesa Jelena Nemanjić Šubić, germanastra de l'emperador serbi Dušan i que fou esposa de Mladen III Šubić Bribirski, duc de Skradin i Bribir. El monestir va ser construït sobre un lloc anterior de l'època romana, i hi catacumbes funeràries romanes sota d'una part de l'església. El campanar d'aquest monestir va ser construït en estil romànic.  El complex també inclou una capella de Sant Sava construïda al segle xix, sota la tutela del bisbe ortodox serbi de Dalmàcia, Stefan Knezevic, així com un nou edifici per al seminari i un edifici addicional per a instal·lar als monjos.
Al monestir també hi zona d'arxius i una biblioteca amb una varietat de llibres antics i articles valuosos dels segles XVI al segle xx, com també una col·lecció d'icones de fusta com la de Sant Joan Baptista del segle xiv o XV, obra del conegut Mestre del Crucifix Tkon, de estil romà d'Orient.
L'església actual de Sant Miquel Arcàngel va ser erigida l'any 1422 a la ubicació d'una estructura gòtica primitiva. Els turcs otomans van devastar l'església al voltant de 1530, per la qual cosa va ser restaurada en diverses ocasions. També es troben altres edificis menors del monestir dels segles xviii i xix com el campanar que està situat al voltant d'un claustre rectangular amb arcades.
Durant la guerra de Càndia de l'any 1648 un gran nombre de serbis ortodoxos encapçalats pel bisbe Epifani Stefanovic i els monjos de Krka van fugir del territori otomà al de la República de Venècia trobant refugi a Zadar, on el Papa Innocenci X en 1655 els va donar dues esglésies, que prèviament havien estat en possessió dels monjos de la Tercera Ordre Franciscana (TORS). En un acord posterior amb els franciscans, els monjos van declarar que «vivien al servei de l'Església grega». 
L'1 de novembre de 1648 Stefanovic va declarar la seva unió a l'Església catòlica en presència del monjo caputxí Bartolomé de Verona, però va morir poc després i els monjos van rebutjar la unió. La Pau de Karlowitz de l'any 1699 i el Tractat de Passarowitz de l'any 1718 van permetre a Venècia governar tota Dalmàcia i tots els serbis ortodoxos de l'àrea van quedar sota la jurisdicció del metropolità grec ortodox resident a Venècia.
Després de l'Operació Tempesta el 1995, el monestir va ser saquejat, però no significativament, ja que estava protegit per les autoritats croates, va ser abandonat, i el seminari es va tancar i es va traslladar a Divčibare i, més tard, a Foča. Els monjos van tornar-hi el 1998, i el seminari va reobrir les seves portes el 2001.
Va ser professor d'aquest monestir l'actual bisbe serbi Lavrentije Trifunovic.